# Юный химик (набор)
Юный химик — набор для детей, состоящий из химических реактивов и оборудования, предназначенный для проведения простейших опытов по химии.

## История
Создателем одного из первых подобных наборов был американский легкоатлет, чемпион летних Олимпийских игр 1908 года, предприниматель и изобретатель Альфред Гилберт (1884—1961). На его счету множество изобретений в самых разных сферах, и более 150-ти патентов. В 1909 году он основал компанию A. C. Gilbert Company по разработке и производству игрушек. Гилберт стал первым производить наборы для юных химиков, биологов и других, содержавшие микроскопы, пипетки и реактивы. Начиная с 1922 года Гилберт создаёт «химические наборы» различной комплектации, а также (в 1950 году) аналогичные наборы для исследования радиоактивности (содержащие даже счётчик Гейгера) Лаборатория исследования атомной энергии с ураном-238.

### Соединённые Штаты Америки
В 1914 году Джоном Портером и его братом Гарольдом Митчеллом Портером была основана компания Porter Chemical Company. Первоначально они собирались продавать упакованные химикаты, но вскоре они представили наборы «химическая магия». Их ранние игрушки под торговой маркой «Chemcraft» продавались менее чем за 1 доллар. К 1920-м годам они продавали шесть разных наборов, самый большой из которых продавался за 25 долларов.

### Великобритания
В Великобритании в 1960-х и 1970-х годах «химические наборы» производились под маркой Salter Science. В 1970-х и 1980-х годах под маркой MERIT.

### Германия
В Германии с 1927 года «химические наборы» производила компания Franckh-Kosmos.

## Союз Советских Социалистических Республик
В СССР первый набор «Юный химик» был выпущен в 1956 году. В современной России набор «Юный химик» иногда используют в обучении химии.

## Фотогалерея

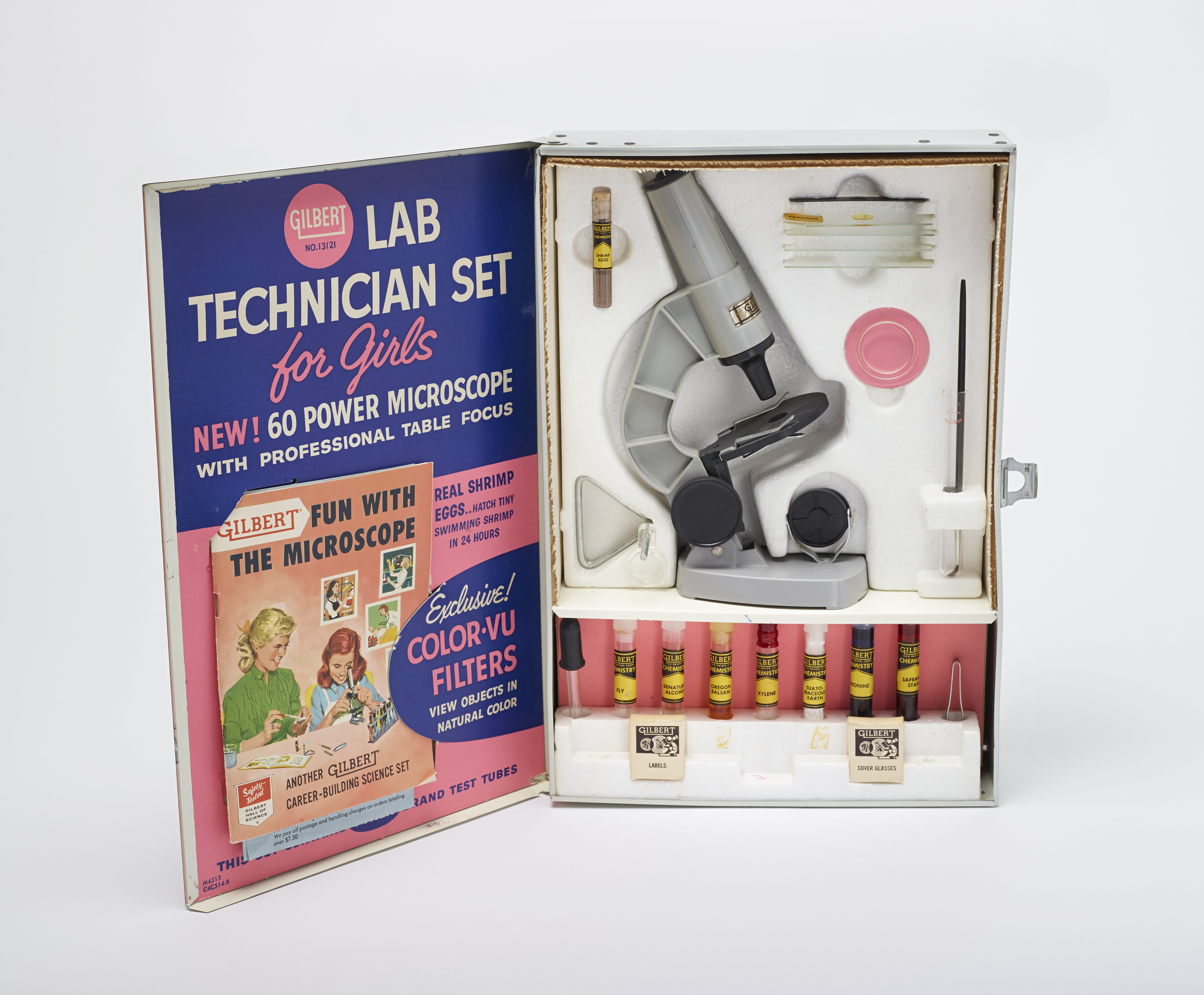
Набор «Юный химик» для девочек, 1958 год
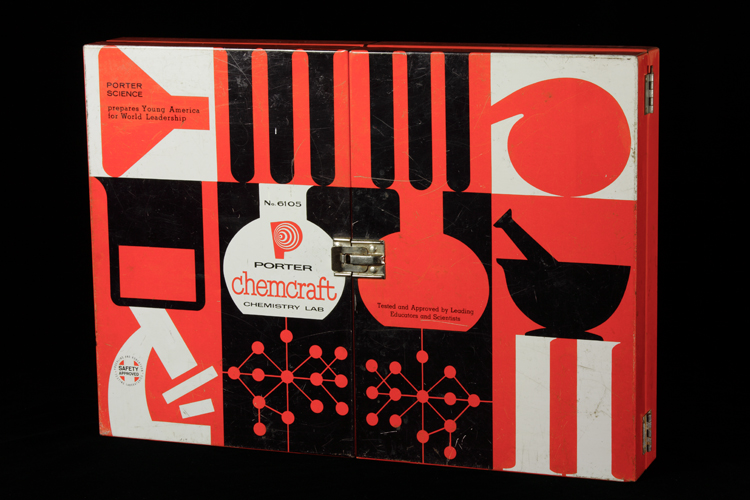
Набор «Юный химик» фирмы Porter Chemical Company, 1957 год
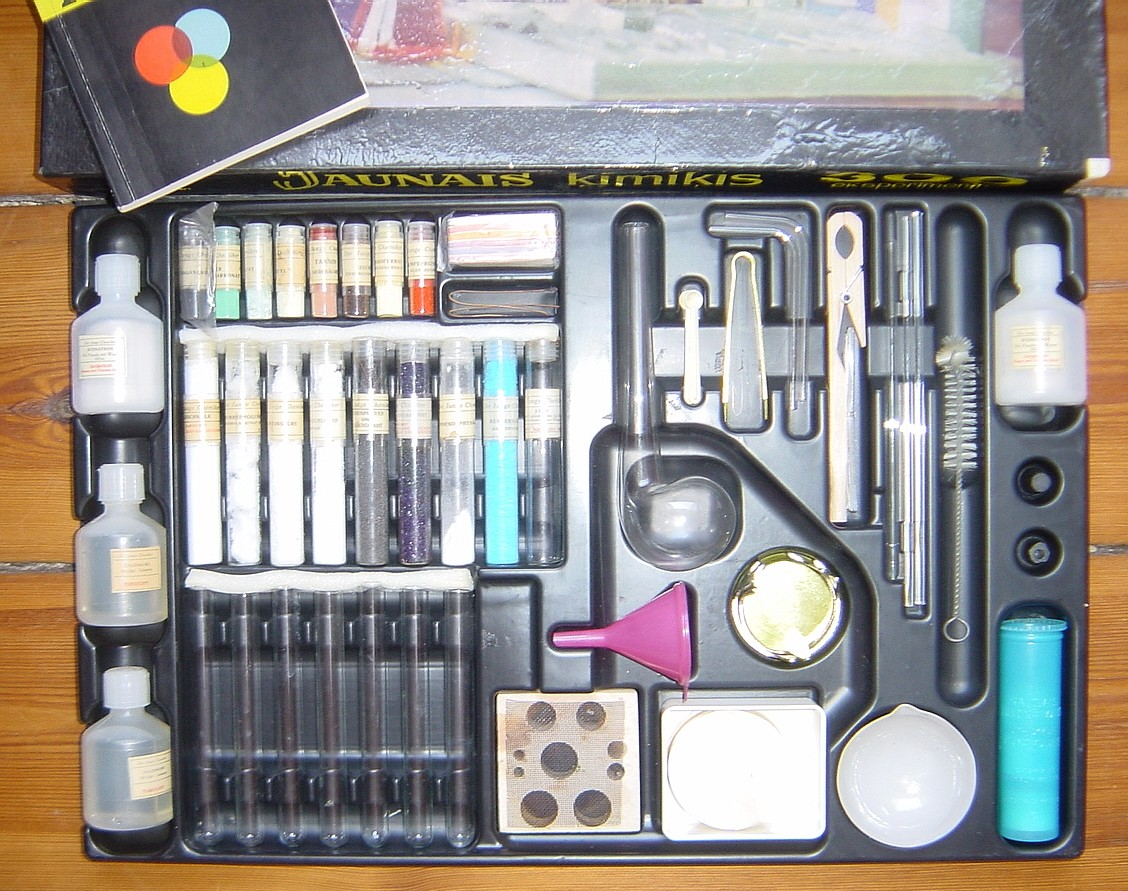
Набор «Юный химик» СССР, 1978 год